# Salmo 145

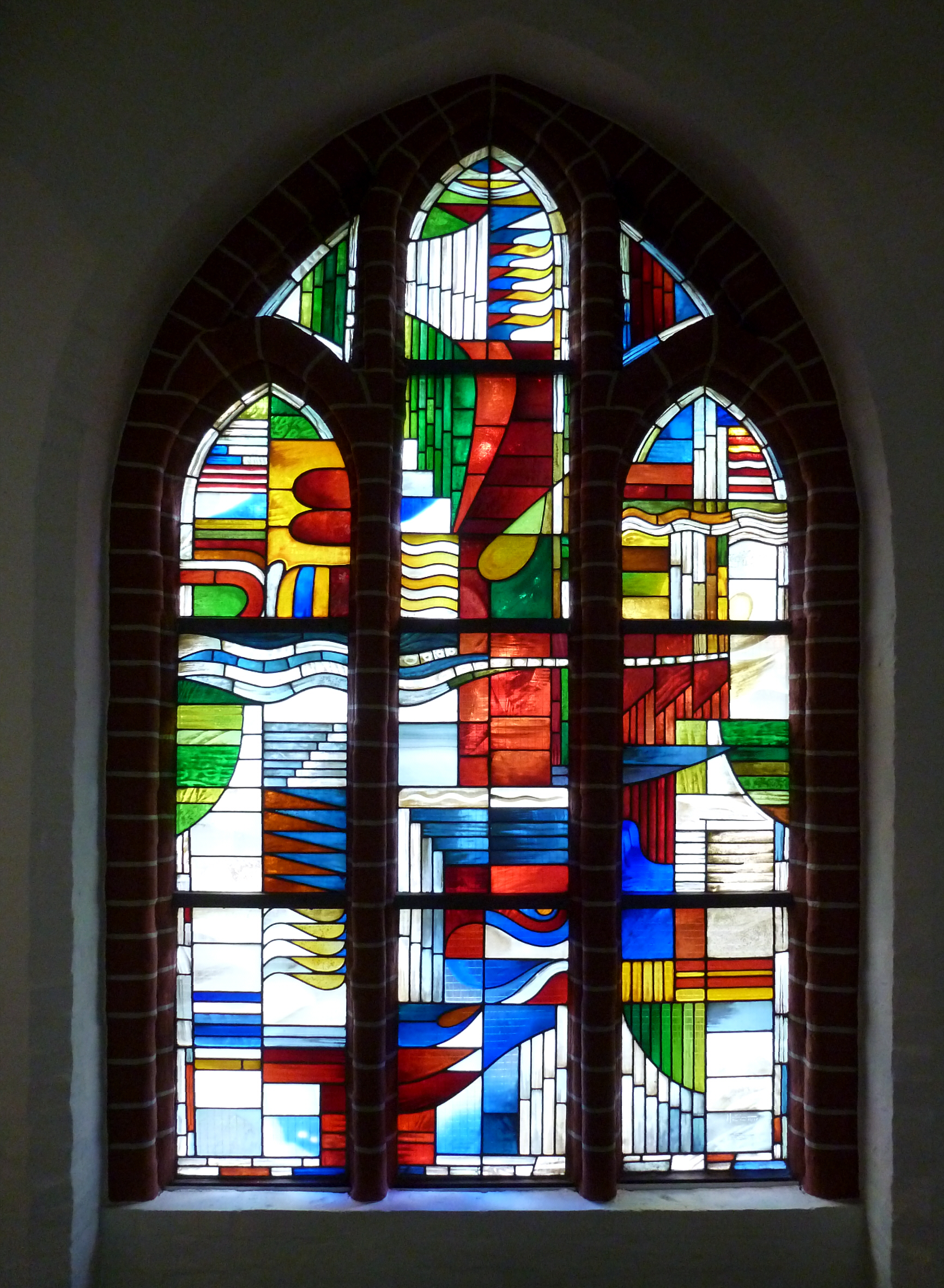
«Lobgesang» (Canto de alabanza) después del Salmo 145 en Johanniskirche (Lüneburg)

El Salmo 145 es el 145.º salmo del Libro de los Salmos, conocido generalmente en inglés por su primer versículo, en la Versión King James, «Te exaltaré, Dios mío, oh rey; y bendeciré tu nombre por siempre jamás». En latín, se conoce como «Exaltabo te Deus meus rex». Es el último salmo de la colección davídica final de salmos, que comprende los salmos 138 a 145, que se atribuyen específicamente a David en sus versículos iniciales.
En el sistema de numeración ligeramente diferente utilizado en la versión griega Septuaginta de la Biblia, y en la latina Vulgata, este salmo es el Salmo 144. El salmo es un salmo himno.
El salmo forma parte habitual de las liturgias judía, católica, luterana, anglicana y otras protestantes. A menudo se ha puesto en música, en particular por Heinrich Schütz y por Antonín Dvořák, quien puso varios versículos en checo en sus Canciones bíblicas.

## Antecedentes y temas
Este es el único salmo que se identifica a sí mismo como תְּהִלָה (tehillah) - como un salmo (es decir, un himno de alabanza). La versión de los Rollos del Mar Muerto se describe a sí misma como una «oración», aunque no contiene ninguna petición. 
El Salmo 145 es un acróstico alfabético, en el que la letra inicial de cada versículo sigue el orden del alfabeto hebreo. Para ello, se ignora la numeración hebrea habitual del versículo 1, que comienza con el título «Salmo de David», en favor de la numeración no hebrea, que trata el versículo 1 como si comenzara con ארוממך («Aromimkha», «Te exaltaré»).
La versión de los Rollos del Mar Muerto también termina cada versículo con el estribillo recurrente (no canónico) «Bendito sea YHVH y bendito sea su nombre por los siglos de los siglos» y añade al final del Salmo la etiqueta «Esto es para un memorial». La versión de los Rollos del Mar Muerto también conserva una línea que comienza con la letra «nun».
El Salmo 145 es el último salmo atribuido explícitamente a David, y también el último de los nueve salmos acrósticos en su ubicación en el Libro de los Salmos (los salmos acrósticos son los salmos 9, 10, 25, 34, 37, 111, 112, 119 y 145). El escritor metodista Joseph Benson señala que el rey (David) alaba a «su rey», «denominado así por vía de eminencia: el Rey de reyes, el Dios por quien reinan los reyes». 
O Palmer Roberton escribe: «El último salmo se ha establecido en preparación para el crescendo final de Alabanza en el Salterio», que serían los salmos 146-150. 

## Texto
La siguiente tabla muestra el texto en hebreo del Salmo con vocales, junto con el texto en griego koiné de la Septuaginta y la traducción al español de la Biblia del Rey Jacobo. Tenga en cuenta que el significado puede diferir ligeramente entre estas versiones, ya que la Septuaginta y el texto masorético provienen de tradiciones textuales diferentes. En la Septuaginta, este salmo está numerado como Salmo 144.
| #  | Hebreo                                            | Español | Griego |
| -- | ------------------------------------------------- | --- | --- |
| 1  | תְּהִלָּ֗ה לְדָ֫וִ֥ד אֲרוֹמִמְךָ֣ אֱלוֹהַ֣י הַמֶּ֑לֶךְ וַאֲבָרְכָ֥ה שִׁ֝מְךָ֗ לְעוֹלָ֥ם וָעֶֽד׃ | (Salmo de alabanza de David.) Te ensalzaré, Dios mío, oh Rey, y bendeciré tu nombre por siempre jamás.            | Αἴνεσις τοῦ Δαυΐδ. - ΥΨΩΣΩ σε, ὁ Θεός μου ὁ βασιλεύς μου, καὶ εὐλογήσω τὸ ὄνομά σου εἰς τὸν αἰῶνα καὶ εἰς τὸν αἰῶνα τοῦ αἰῶνος.                                          |
| 2  | בְּכׇל־י֥וֹם אֲבָֽרְכֶ֑ךָּ וַאֲהַֽלְלָ֥ה שִׁ֝מְךָ֗ לְעוֹלָ֥ם וָעֶֽד׃               | Todos los días te bendeciré; y alabaré tu nombre por siempre jamás.                                               | καθ᾿ ἑκάστην ἡμέραν εὐλογήσω σε καὶ αἰνέσω τὸ ὄνομά σου εἰς τὸν αἰῶνα καὶ εἰς τὸν αἰῶνα τοῦ αἰῶνος.                                                                      |
| 3  | גָּ֘ד֤וֹל יְהֹוָ֣ה וּמְהֻלָּ֣ל מְאֹ֑ד וְ֝לִגְדֻלָּת֗וֹ אֵ֣ין חֵֽקֶר׃              | Grande es el Señor, y muy digno de alabanza; y su grandeza es inescrutable.                                       | μέγας Κύριος καὶ αἰνετὸς σφόδρα, καὶ τῆς μεγαλωσύνης αὐτοῦ οὐκ ἔστι πέρας.                                                                                               |
| 4  | דּ֣וֹר לְ֭דוֹר יְשַׁבַּ֣ח מַעֲשֶׂ֑יךָ וּגְב֖וּרֹתֶ֣יךָ יַגִּֽידוּ׃               | Una generación alabará tus obras a otra, y proclamará tus poderosos actos.                                        | γενεὰ καὶ γενεὰ ἐπαινέσει τὰ ἔργα σου καὶ τὴν δύναμίν σου ἀπαγγελοῦσι.                                                                                                   |
| 5  | הֲ֭דַר כְּב֣וֹד הוֹדֶ֑ךָ וְדִבְרֵ֖י נִפְלְאֹתֶ֣יךָ אָשִֽׂיחָה׃                | Hablaré de la gloriosa honra de tu majestad y de tus maravillosas obras.                                          | τὴν μεγαλοπρέπειαν τῆς δόξης τῆς ἁγιωσύνης σου λαλήσουσι καὶ τὰ θαυμάσιά σου διηγήσονται.                                                                                |
| 6  | וֶעֱז֣וּז נֽוֹרְאֹתֶ֣יךָ יֹאמֵ֑רוּ (וגדלותיך) [וּגְדֻלָּתְךָ֥] אֲסַפְּרֶֽנָּה׃   | Y los hombres hablarán de la fuerza de tus actos terribles, y yo proclamaré tu grandeza.                          | καὶ τὴν δύναμιν τῶν φοβερῶν σου ἐροῦσι καὶ τὴν μεγαλωσύνην σου διηγήσονται.                                                                                              |
| 7  | זֵ֣כֶר רַב־טוּבְךָ֣ יַבִּ֑יעוּ וְצִדְקָתְךָ֥ יְרַנֵּֽנוּ׃                   | Proclamarán abundantemente la memoria de tu gran bondad, y cantarán tu justicia.                                  | μνήμην τοῦ πλήθους τῆς χρηστότητός σου ἐξερεύξονται καὶ τῇ δικαιοσύνῃ σου ἀγαλλιάσονται.                                                                                 |
| 8  | חַנּ֣וּן וְרַח֣וּם יְהֹוָ֑ה אֶ֥רֶךְ אַ֝פַּ֗יִם וּגְדׇל־חָֽסֶד׃                | El Señor es misericordioso y compasivo, lento para la ira y grande en misericordia.                               | οἰκτίρμων καὶ ἐλεήμων ὁ Κύριος, μακρόθυμος καὶ πολυέλεος. |
| 9  | טוֹב־יְהֹוָ֥ה לַכֹּ֑ל וְ֝רַחֲמָ֗יו עַל־כׇּל־מַעֲשָֽׂיו׃                  | El Señor es bueno con todos, y su misericordia se extiende sobre todas sus obras.                                 | χρηστὸς Κύριος τοῖς σύμπασι, καὶ οἱ οἰκτιρμοὶ αὐτοῦ ἐπὶ πάντα τὰ ἔργα αὐτοῦ.                                                                                             |
| 10 | יוֹד֣וּךָ יְ֭הֹוָה כׇּל־מַעֲשֶׂ֑יךָ וַ֝חֲסִידֶ֗יךָ יְבָרְכֽוּכָה׃              | Todas tus obras te alabarán, oh Señor, y tus santos te bendecirán.                                                | ἐξομολογησάσθωσάν σοι, Κύριε, πάντα τὰ ἔργα σου, καὶ οἱ ὅσιοί σου εὐλογησάτωσάν σε.                                                                                      |
| 11 | כְּב֣וֹד מַלְכוּתְךָ֣ יֹאמֵ֑רוּ וּגְבוּרָתְךָ֥ יְדַבֵּֽרוּ׃                  | Hablarán de la gloria de tu reino y hablarán de tu poder;                                                         | δόξαν τῆς βασιλείας σου ἐροῦσι καὶ τὴν δυναστείαν σου λαλήσουσι |
| 12 | לְהוֹדִ֤יעַ ׀ לִבְנֵ֣י הָ֭אָדָם גְּבוּרֹתָ֑יו וּ֝כְב֗וֹד הֲדַ֣ר מַלְכוּתֽוֹ׃      | Para dar a conocer a los hijos de los hombres sus poderosos actos y la gloriosa majestad de su reino.             | τοῦ γνωρίσαι τοῖς υἱοῖς τῶν ἀνθρώπων τὴν δυναστείαν σου καὶ τὴν δόξαν τῆς μεγαλοπρεπείας τῆς βασιλείας σου.                                                              |
| 13 | מַֽלְכוּתְךָ֗ מַלְכ֥וּת כׇּל־עֹלָמִ֑ים וּ֝מֶֽמְשַׁלְתְּךָ֗ בְּכׇל־דּ֥וֹר וָדֹֽר׃        | Tu reino es un reino eterno, y tu dominio perdura por todas las generaciones.                                     | ἡ βασιλεία σου βασιλεία πάντων τῶν αἰώνων, καὶ ἡ δεσποτεία σου ἐν πάσῃ γενεᾷ καὶ γενεᾷ. 13α πιστὸς Κύριος ἐν πᾶσι τοῖς λόγοις αὐτοῦ καὶ ὅσιος ἐν πᾶσι τοῖς ἔργοις αὐτοῦ. |
| 14 | סוֹמֵ֣ךְ יְ֭הֹוָה לְכׇל־הַנֹּפְלִ֑ים וְ֝זוֹקֵ֗ף לְכׇל־הַכְּפוּפִֽים׃           | El Señor sostiene a todos los que caen y levanta a todos los que están abatidos.                                  | ὑποστηρίζει Κύριος πάντας τοὺς καταπίπτοντας καὶ ἀνορθοῖ πάντας τοὺς κατερραγμένους.                                                                                     |
| 15 | עֵֽינֵי־כֹ֭ל אֵלֶ֣יךָ יְשַׂבֵּ֑רוּ וְאַתָּ֤ה נֽוֹתֵן־לָהֶ֖ם אֶת־אׇכְלָ֣ם בְּעִתּֽוֹ׃    | Los ojos de todos esperan en ti, y tú les das su comida a su debido tiempo.                                       | οἱ ὀφθαλμοὶ πάντων εἰς σὲ ἐλπίζουσι, καὶ σὺ δίδως τὴν τροφὴν αὐτῶν ἐν εὐκαιρίᾳ.                                                                                          |
| 16 | פּוֹתֵ֥חַ אֶת־יָדֶ֑ךָ וּמַשְׂבִּ֖יעַ לְכׇל־חַ֣י רָצֽוֹן׃                   | Tú abres tu mano y satisfaces el deseo de todo ser viviente.                                                      | ἀνοίγεις σὺ τὰς χεῖράς σου καὶ ἐμπιπλᾷς πᾶν ζῷον εὐδοκίας. |
| 17 | צַדִּ֣יק יְ֭הֹוָה בְּכׇל־דְּרָכָ֑יו וְ֝חָסִ֗יד בְּכׇל־מַעֲשָֽׂיו׃              | El Señor es justo en todos sus caminos y santo en todas sus obras.                                                | δίκαιος Κύριος ἐν πάσαις ταῖς ὁδοῖς αὐτοῦ καὶ ὅσιος ἐν πᾶσι τοῖς ἔργοις αὐτοῦ.                                                                                           |
| 18 | קָר֣וֹב יְ֭הֹוָה לְכׇל־קֹרְאָ֑יו לְכֹ֤ל אֲשֶׁ֖ר יִקְרָאֻ֣הוּ בֶֽאֱמֶֽת׃          | El Señor está cerca de todos los que le invocan, de todos los que le invocan en verdad.                           | ἐγγὺς Κύριος πᾶσι τοῖς ἐπικαλουμένοις αὐτόν, πᾶσι τοῖς ἐπικαλουμένοις αὐτὸν ἐν ἀληθείᾳ.                                                                                  |
| 19 | רְצוֹן־יְרֵאָ֥יו יַעֲשֶׂ֑ה וְֽאֶת־שַׁוְעָתָ֥ם יִ֝שְׁמַ֗ע וְיוֹשִׁיעֵֽם׃           | Él cumplirá el deseo de los que le temen; también escuchará su clamor y los salvará.                              | θέλημα τῶν φοβουμένων αὐτὸν ποιήσει καὶ τῆς δεήσεως αὐτῶν εἰσακούσεται καὶ σώσει αὐτούς.                                                                                 |
| 20 | שׁוֹמֵ֣ר יְ֭הֹוָה אֶת־כׇּל־אֹהֲבָ֑יו וְאֵ֖ת כׇּל־הָרְשָׁעִ֣ים יַשְׁמִֽיד׃        | El Señor preserva a todos los que le aman, pero destruirá a todos los malvados.                                   | φυλάσσει Κύριος πάντας τοὺς ἀγαπῶντας αὐτὸν καὶ πάντας τοὺς ἁμαρτωλοὺς ἐξολοθρεύσει.                                                                                     |
| 21 | תְּהִלַּ֥ת יְהֹוָ֗ה יְֽדַבֶּ֫ר־פִּ֥י וִיבָרֵ֣ךְ כׇּל־בָּ֭שָׂר שֵׁ֥ם קׇדְשׁ֗וֹ לְעוֹלָ֥ם וָעֶֽד׃ | Mi boca hablará de la alabanza del Señor, y toda la carne bendecirá su santo nombre por los siglos de los siglos. | αἴνεσιν Κυρίου λαλήσει τὸ στόμα μου· καὶ εὐλογείτω πᾶσα σὰρξ τὸ ὄνομα τὸ ἅγιον αὐτοῦ εἰς τὸν αἰῶνα καὶ εἰς τὸν αἰῶνα τοῦ αἰῶνος.                                         |

### Versión King James
(Salmo de alabanza de David).
1. Te ensalzaré, Dios mío, oh rey; y bendeciré tu nombre por siempre jamás.
2. Cada día te bendeciré; y alabaré tu nombre por siempre jamás.
3. Grande es el Señor, y muy digno de alabanza; y su grandeza es inescrutable.
4. Una generación a otra alabará tus obras, y declarará tus proezas.
5. Hablaré de la gloriosa honra de tu majestad y de tus maravillosas obras.
6. Y los hombres hablarán de la fuerza de tus terribles actos; y yo proclamaré tu grandeza.
7. Proclamarán abundantemente el recuerdo de tu gran bondad y cantarán tu justicia.
8. El Señor es clemente y compasivo, lento para la ira y de gran misericordia.
9. El Señor es bueno con todos, y sus entrañables misericordias se extienden sobre todas sus obras.
10. Todas tus obras te alabarán, oh Señor, y tus santos te bendecirán.
11. Hablarán de la gloria de tu reino y de tu poder.
12. Para dar a conocer a los hijos de los hombres sus poderosas obras y la gloriosa majestad de su reino.
13. Tu reino es un reino eterno, y tu dominio perdura a través de todas las generaciones.
14. El Señor sostiene a todos los que caen y levanta a todos los que están abatidos.
15. Los ojos de todos esperan en ti, y tú les das su alimento a su debido tiempo.
16. Abres tu mano y satisfaces el deseo de todo ser viviente.
17. El Señor es justo en todos sus caminos y santo en todas sus obras.
18. El Señor está cerca de todos los que lo invocan, de todos los que lo invocan en verdad.
19. Él cumplirá el deseo de los que le temen: también escuchará su clamor y los salvará.
20. El Señor preserva a todos los que lo aman: pero destruirá a todos los impíos.
21. Mi boca proclamará la alabanza del Señor: y que toda carne bendiga su santo nombre por los siglos de los siglos.

### El «versículo que falta»
Al ser un salmo acróstico alfabético, La letra inicial de cada versículo del Salmo 145 debería ser el alfabeto hebreo en secuencia, pero en el Texto Masorético no hay ningún versículo que comience con la letra nun (נ), que estaría entre los versículos 13 y 14. Una suposición muy común es que había habido tal versículo, pero que fue omitido por un error de un copista. Si es así, ese error debe haber ocurrido muy temprano. En el siglo III d. C., se cita al rabino Johanan Ha-Nappah en el Talmud (Berakhot 4b) preguntando por qué no hay ningún versículo en el Salmo 145 que comience con nun, y se da la explicación (presumiblemente por el mismo rabino Johanan) de que la palabra «caída» (נפלה, nawfla) comienza con nun, como en el versículo de Amos 5:2 («Caída es la doncella de Israel, nunca más se levantará»), y por lo tanto es incompatible con el tema edificante y universal del Salmo. Dado que el versículo 14, el versículo samech, contiene la palabra «נֹּפְלִ֑ים» (los caídos), el Talmud conjetura que el rey David previó la destrucción («caída») de Israel y omitió un versículo que comenzaba con «nun», aunque lo insinuaba en el siguiente versículo (véase el patrón del versículo 12, que termina con «מַלְכוּתֽוֹ» (Su realeza), y el versículo 13, que comienza con «מַֽלְכוּתְךָ֗» (Tu realeza)). La explicación puede no satisfacer a los lectores modernos (no satisfizo al rabino David Kimhi del siglo XIII), pero demuestra que la ausencia de un versículo que comenzara con esa letra se notaba y era indiscutible incluso en la antigüedad. 
Sin embargo, la Septuaginta, la latina Vulgata (que se basa en gran medida en la Septuaginta), la siríaca Peshitta, y los Manuscritos del Mar Muerto (11QPs-ɑ; que muestra cierta afinidad con la Septuaginta, por ejemplo, la inclusión de un Salmo 151) proporcionan un versículo en este punto que comienza (en hebreo) con nun—נֶאֱמָן 
«Fiel es Dios en sus dichos y honesto en todas sus obras»
 «נאמן אלוהים בדבריו וחסיד בכל מעשיו».

### Nueva Versión Estándar Revisada
«Tu reino es un reino eterno»,
«y tu dominio perdura a través de todas las generaciones».
«El Señor es fiel en todas sus palabras»,
«y misericordioso en todas sus obras». 
Este versículo se ha insertado al final del versículo 13 (a veces numerado como «versículo 13b») en varias versiones cristianas de la Biblia, como la Nueva Versión Internacional, la Nueva Biblia de Jerusalén, la Today's English Version, la Moffat y otras. Algunas versiones colocan la adición en una nota a pie de página, como la Reina-Valera. Cita: «Así, con el Texto Masorético, Targum; Manuscritos del Mar Muerto, Septuaginta, Peshitta, Vulgata se añade: «El Señor es fiel en todas sus palabras, y santo en todas sus obras»» Sin embargo, no todo el mundo está convencido de que este versículo de la «monja» sea auténtico. Es, excepto por la primera palabra, idéntico al versículo 17 (צ) («Justo es YHVH en todos sus caminos...»), y por lo tanto, como argumenta Kimmelman, puede haber sido un intento post facto de «curar» la aparente deficiencia. Todas estas versiones antiguas tienen otras desviaciones del texto hebreo tradicional que las convierten en pruebas imperfectas del texto original; por ejemplo, la versión de los Rollos del Mar Muerto termina «cada» versículo del Salmo 145 con «Bendito sea YHVH y bendito sea su nombre por los siglos de los siglos». Y no se encuentra ningún versículo «de monja» de este tipo en otras traducciones antiguas importantes del hebreo (el Targum arameo, las versiones griegas de Aquila, Symmachus y Theodotion), ni tampoco se cita tal versículo en ninguna parte del Talmud. Además, hay otros acrósticos alfabéticos en el Libro de los Salmos (concretamente el Salmo 25 y el Salmo 34) — que también siguen imperfectamente el alfabeto. Es plausible que un versículo de «monja» no formara parte del texto original..

## Comentarios

### De la Iglesia católica

#### A todo el salmo
El Salmo 145 presenta una estructura acróstica, siguiendo el orden del alfabeto hebreo, lo que refleja tanto una técnica literaria depurada como un momento de composición tardío. Con este salmo se cierra el conjunto de himnos atribuidos a David (Sal 138–145), del mismo modo que se había iniciado: con una alabanza al Señor (cf. Sal 138). A diferencia de los salmos anteriores, en este no solo se recuerdan las obras de Dios (cf. Sal 143,5), sino que se proclaman activamente, tanto por el propio salmista como por las generaciones sucesivas (cf. Sal 145,4.6.12). Si en el salmo previo se destacaba que Dios concede victorias a los reyes (cf. Sal 144,10), aquí se afirma que Él mismo establece su reino (v. 13), caracterizado no por el poder militar, sino por su justicia, providencia y salvación universal.
La composición se organiza en tres grandes partes: una introducción con promesas personales de alabanza (vv. 1–2); una sección central donde se exponen los motivos para alabar a Dios (vv. 3–20); y una conclusión con una invitación general a alabarlo (v. 21). Los motivos de alabanza se agrupan en tres bloques, cada uno iniciado por una afirmación clave, seguida de sus implicaciones:
- 1. Grandeza del Señor (v. 3), reconocida por las generaciones que celebran su bondad y poder (vv. 4–7).
- 2. Bondad de Dios en todas sus obras (vv. 8–9), que refleja la gloria de su reinado (vv. 10–12).
- 3. Eternidad, universalidad y fidelidad de su reino (v. 13), manifestadas en su providencia (vv. 14–16) y en su justicia salvadora para con los que le aman (vv. 17–20).

El salmo está enmarcado por el tema del “Nombre” del Señor, objeto de alabanza, que aparece al inicio y al final (cf. vv. 1, 21), funcionando como inclusio. El centro teológico del salmo es la acción cuidadora y misericordiosa de Dios, en especial hacia los que sufren y hacia todas sus criaturas (vv. 14–15). Esta imagen anticipa y se confirma en las palabras de Jesús en el Evangelio (cf. Mt 6,25–34). Además, el reinado eterno y benévolo de Dios, afirmado en el versículo 13, encuentra su cumplimiento para los cristianos en la persona y misión de Jesucristo, aunque su plena manifestación se espera en la Parusía (cf. Ap 11,15).

#### A los versículos 1-13
El deseo de alabanza al Señor traspasa cualquier límite en el tiempo y lleva a realizarla continuamente: «cada día».

Consagrarse a la alabanza es propio de un corazón filial. El que alaba al Señor cada día, lo alabará en el Día eterno.

El deseo expresado en los versículos previos se basa en la grandeza de Dios, reconocida como motivo principal de alabanza (cf. Sal 48,2). Esta grandeza se revela a través de sus obras, que abarcan todas las generaciones y reflejan su bondad. Ahora se afirma explícitamente la bondad del Señor, retomando las palabras de Éxodo 34,6-7 sobre el Dios de la Alianza, y mostrando su carácter universal. Las acciones divinas fundamentan la invitación a todos —a sus obras, a sus fieles y a toda la humanidad— a reconocer su reinado. Este reinado no solo es universal, sino también eterno. Cabe señalar que en el texto hebreo falta la segunda parte del versículo 13 (letra nun), aunque está presente en las versiones antiguas, anticipando en cierto modo lo expresado en el versículo 17.

#### A los versículos 14-21
El reinado universal de Dios se evidencia en su cuidado hacia los más débiles (v. 14) y en su providencia, que sostiene a todos los seres vivos al proveerles alimento. Estos versículos invitan al alma contemplativa a reconocer la bondad divina presente en toda la creación.

Hablando ahora según el sentido y afecto de la contemplación, es de saber que en la viva contemplación y conocimiento de las criaturas echa de ver el alma haber en ellas tanta abundancia de gracias y virtudes y hermosura de que Dios las dotó, que le parece estar todas vestidas de admirable hermosura y virtud natural, sobrederivada y comunicada de aquella infinita hermosura sobrenatural de la figura de Dios, cuyo mirar viste de hermosura y alegría el mundo y a todos los cielos; así como también con abrir su mano, como dice David (Sal 144,16), llena todo animal de bendición.

El reinado de Dios es un reinado de justicia (v. 17), ya que responde con bondad y salvación a quienes lo invocan y lo aman, mientras que deja que perezcan los que lo rechazan —«destruye a los impíos» (v. 20). De estos versículos se desprende una enseñanza sobre la oración: debe nacer del amor sincero a Dios y de una actitud de confianza y fidelidad hacia Él.

Para alcanzar las peticiones que tenemos en nuestro corazón, no hay mejor medio que poner la fuerza de nuestra oración en aquella cosa que es más gusto de Dios; porque entonces no sólo dará lo que le pedimos, que es la salvación, sino aun lo que Él ve que nos conviene y nos es bueno, aunque no se lo pidamos, según lo da bien a entender David en un salmo (144,18), diciendo: Cerca está el Señor de los que le llaman en la verdad, que le piden las cosas que son de más altas veras, como son las de la salvación; porque de éstos dice luego (Sal 144,19): La voluntad de los que le temen cumplirá, y sus ruegos oirá, y salvarlos ha. Porque es Dios guarda de los que bien le quieren. Y así, este estar tan cerca que aquí dice David, no es otra cosa que estar a satisfacerlos y concederlos aun lo que no les pasa por pensamiento pedir.

## Usos

### Judaísmo
- La mayoría de la oración Ashrei que se recita tres veces al día es el Salmo 145 (véase la entrada de Ashrei para más detalles sobre su uso en la liturgia judía).
- El versículo 13 se encuentra en la repetición de la Amidah en Rosh Hashaná.[26]
- El versículo 16 se encuentra en el párrafo final de Birkat Hamazón.[27] También se recita al ponerse los tefilín a después de que los tefilín de la cabeza estén bien colocados.[28]
- Algunos recitan el versículo 21 después del Salmo 126 (Shir Hama'alot) y antes del Birkat Hamazón.[29]

### Iglesia católica
En la Liturgia de las Horas, el salmo 144 se recita durante las vísperas del viernes de la cuarta semana. Para facilitar la comprensión se le asigna a cada salmo un título en rojo (rúbrica) que no forma parte del salmo. El título del Salmo 145 es Himno a la grandeza de Dios.

### Libro de Oración Común
En el «Libro de Oración Común» de la Iglesia de Inglaterra, este salmo está destinado a ser leído la mañana del trigésimo día del mes, así como en Vísperas el Domingo de Pentecostés.

## Acompañamiento musical
El compositor checo Antonín Dvořák puso música a los versículos 1-3, 5 y 6 (junto con el versículo 9 del Salmo 144) en el n.º 5 de sus Canciones bíblicas (1894). Brian Shamash ha grabado una de las melodías tradicionales judías más comunes para cantar Ashrei.
Giovanni Bernardone, más conocido como Francisco de Asís, escribió un poema hacia el final de su vida, en 1225, basado en el Salmo 145, que Draper adaptó a la canción «All Creatures of Our God and King» en 1919. 